# The President’s Cake
The President’s Cake ist ein Filmdrama und das Spielfilmdebüt von Hasan Hadi. Es handelt von einer in den 1990er Jahren im Irak lebenden Neunjährigen, die von ihrem Klassenlehrer ausgewählt wurde, Saddam Hussein den titelgebenden Geburtstagskuchen zu backen. Der Film ist eine Koproduktion der USA, des Irak und von Katar und feierte im Mai 2025 bei den Internationalen Filmfestspielen in Cannes seine Premiere, wo er mit dem Publikumspreis der Nebenreihe Quinzaine des cinéastes und der Caméra d’Or ausgezeichnet wurde.

## Handlung
Im Irak in den 1990er Jahren. Die neunjährige Lamia wurde von ihrem Klassenlehrer für die anspruchsvolle Aufgabe ausgewählt, einen Geburtstagskuchen für Staatspräsident Saddam Hussein zu backen. Um die Zutaten für den obligatorischen Kuchen zu besorgen, muss sie ihren Verstand und ihre Fantasie einsetzen. Gemeinsam mit ihrem besten Freund Saeed begibt sie sich hierfür auf eine Odyssee in die nächstgelegene Stadt.

## Produktion

### Regie und Drehbuch

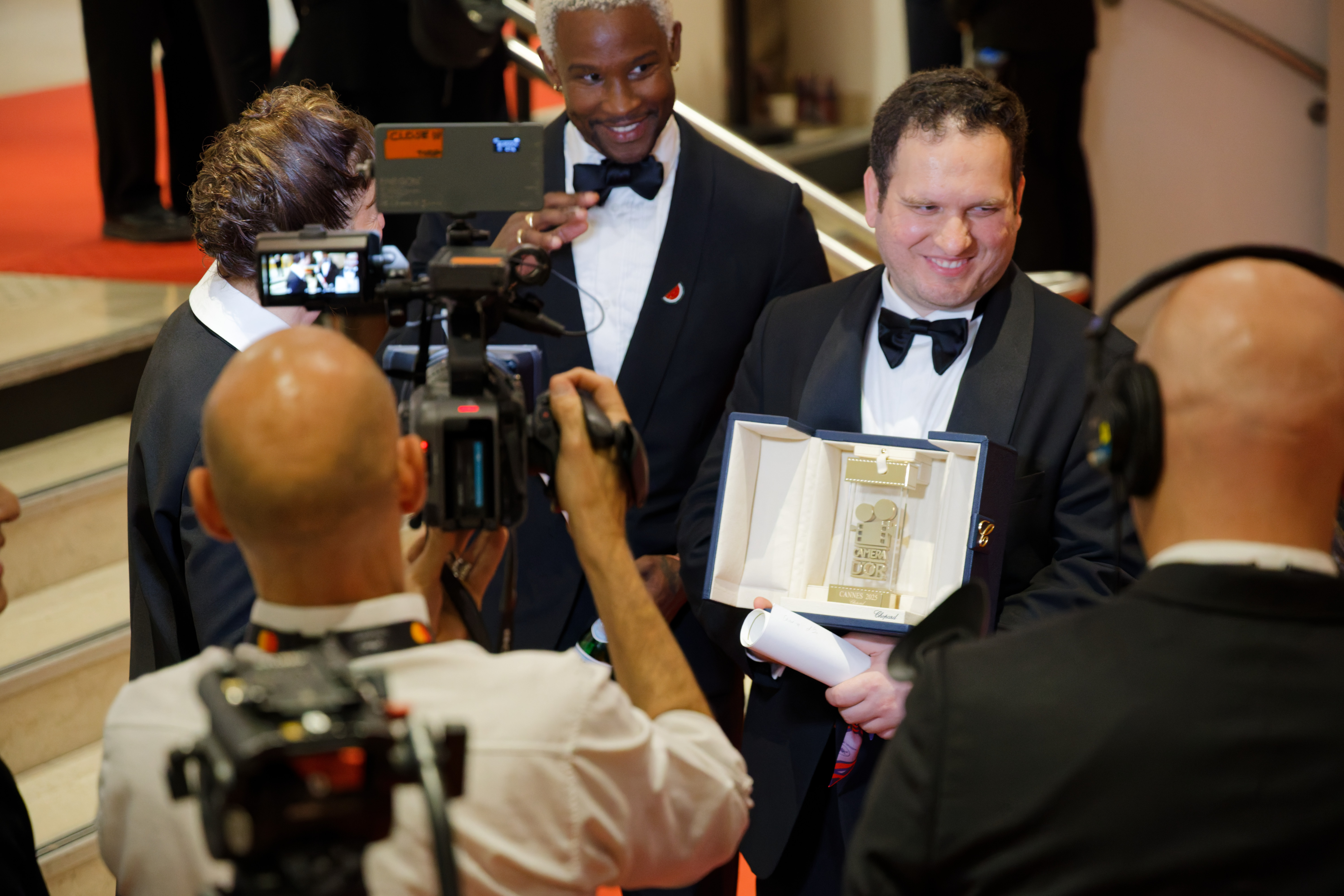
Regisseur Hasan Hadi im Mai 2025 bei den Filmfestspielen in Cannes

Regie führte Hasan Hadi. Es handelt sich bei The President’s Cake um sein Spielfilmdebüt. Er wuchs in den 1990er Jahren im mesopotamischen Marschland im Süd-Irak auf, wo die Menschen unter einfachsten Umständen in schwimmenden Hütten leben und nur per Boot mobil sein können. Aufgrund der US-Sanktionen wurde das Land von Nahrungsmittelknappheit heimgesucht. Der mittlerweile in New York lebende Hadi ist Absolvent der Tisch School of the Arts der New York University. Zuvor führte er bei Kurzfilmen wie Swimsuit Regie und arbeitete als Tontechniker und Filmeditor.
Gemeinsam mit Eric Roth schrieb Hadi auch das Drehbuch für The President’s Cake. Der US-Amerikaner ist unter anderem für sein Drehbuch zum Film Forrest Gump bekannt, für das er mit einem Oscar ausgezeichnet wurde.

### Besetzung und Dreharbeiten
Baneen Ahmad Nayyef spielt die neunjährige Lamia und Sajad Mohamad Qasem den Nachbarsjungen Saeed. In weiteren Rollen sind Waheed Thabet Khreibat als Lamias Großmutter Bibi, Ahmad Qasem Saywan als ihr Lehrer, Maytham Mreidi und Nadia Rashak als Saeeds Vater und Mutter, Rahim AlHaj als Briefträger Jasim und Elaf Mohammed als Café-Sänger zu sehen.
Der Film wurde vollständig im Irak gedreht. Kameramann Tudor Vladimir Panduru war in der Vergangenheit für Filme wie Abenteuer eines Mathematikers von Thorsten Klein, Malmkrog von Cristi Puiu und R.M.N. von Cristian Mungiu tätig.

### Veröffentlichung
Die Premiere des Films war am 16. Mai 2025 bei den Internationalen Filmfestspielen in Cannes, wo er in der Quinzaine des cinéastes gezeigt wurde. The President’s Cake ist der erste irakische Film, der je in Cannes gezeigt wurde. Dort sicherte sich The Party Film Sales die Rechte. Im Juni 2025 wurde der Film beim Sydney Film Festival vorgestellt. Im August 2025 wird er beim Melbourne International Film Festival gezeigt und im September 2025 beim Toronto International Film Festival und bei der Filmkunstmesse Leipzig. Die weltweiten Vertriebsrechte liegen bei Sony Pictures Classics.

## Rezeption

### Kritiken
Von den bei Rotten Tomatoes aufgeführten Kritiken sind alle positiv.
Sheri Linden beschreibt The President’s Cake in ihrer Kritik in The Hollywood Reporter als ein tragikomisches Juwel und ein mitreißendes Drama mit viel Humor. Übergänge, wie die Wege von vom Zuhause zur Schule oder vom Dorf in die Stadt, würden in der Geschichte durch die Fahrten mit den Booten symbolisiert, mit denen man sich in den ruhigen Gewässern der südlichen Marschlandschaften des Irak fortbewegt. Lamia und Saeed seien durch und durch einnehmende Charaktere, und die jungen Schauspieler, die sie spielen, vermittelten eine Stärke und Trotzigkeit, die ihrem Alter weit voraus ist. Insbesondere Baneen Ahmad Nayyef meistere eine intensive Gefühlspalette ohne viel Aufhebens.

### Auszeichnungen
Internationale Filmfestspiele von Cannes 2025
- Auszeichnung mit dem Publikumspreis der Nebenreihe Quinzaine des cinéastes
- Auszeichnung mit der Caméra d’Or[15]